# Сборная Бельгии по бейсболу
Сборная Бельгии по бейсболу — сборная, представляющая Бельгию на международных соревнованиях по бейсболу. Основана в 1953 году.
Бельгия занимает 10 место в Европейском и 29 место в Мировом рейтингах. Чемпионы Европы 1967 года. Участница и хозяйка первого Чемпионата Европы по бейсболу. Входит в пятерку сборных (Италия, Франция, Нидерланды, Германия), которые основали Европейскую федерация по бейсболу.

## Результаты
Чемпионат мира по бейсболу
| - 1978 : 11-е - 1986 : 12-е |

Чемпионат Европы по бейсболу
| - 1954 : - 1955 : - 1956 : - 1957 : 5-е - 1958 : 4-е - 1962 : 4-е - 1967 : - 1969 : 5-е - 1971 : 4-е |  | - 1973 : 4-е - 1977 : - 1979 : - 1981 : 4-е - 1983 : - 1985 : - 1987 : 4-е - 1989 : 6-е - 1991 : 5-е |  | - 1993 : 6-е - 1995 : - 1997 : 6-е - 1999 : 6-е - 2001 : 9-е - 2003 : 11-е - 2014 : 7-е |

Чемпионат Европы по бейсболу среди юниоров
| - 2007 : 9-е - 2009 : 10-е |

Чемпионат Европы по бейсболу среди молодёжных команд
| - 2008 : 8-е |